# Государство Палестина

Административное деление Государства Палестина

Госуда́рство Палести́на (араб. دولة فلسطين‎ — «Да́улят Филасты́н») — де-юре независимое частично признанное государство на Ближнем Востоке, находящееся в процессе создания. Независимость Государства Палестина по состоянию на конец июня 2024 года признали 147 из 193 государств — членов ООН.
Государство получило название по имени Сирии Палестинской, провинции Римской империи, ранее называвшейся Иудеей и переименованной римским императором Адрианом в 135 году н. э. с целью стереть память об Иудейском царстве после подавления восстания евреев против Рима под предводительством Шимона Бар-Кохбы.
Формирование палестинского государства предусматривается в соответствии с решениями ООН на территории Западного берега реки Иордан (или его части, в том числе на территории Восточного Иерусалима) и сектора Газа. Существуют различные предложения по его созданию в зависимости от мнения о палестинской государственности, а также различные его определения как территории.
Провозглашение Государства Палестина состоялось 15 ноября 1988 года в Алжире на сессии Палестинского национального совета — высшего совещательного органа Организации освобождения Палестины (ООП) — 253 голоса «за», 46 — «против» и 10 человек воздержались от голосования. При этом ООП не контролировала какую-либо территорию, на которую претендовала.
В 1994 году в результате Соглашений в Осло между Израилем и ООП от 13 сентября 1993 была создана Палестинская национальная администрация (ПНА). Вопрос создания будущего государства Соглашениями не предусматривался; при этом «обе стороны взяли на себя конкретное обязательство не принимать никаких односторонних действий по изменению статуса Западного берега реки Иордан и сектора Газа».
Де-факто Государство Палестина по сей день не создано и не обладает реальным суверенитетом. Государственные структуры сформированы только частично. Во временной столице Рамалле функционируют президент, правительство и парламент. Однако в государстве нет армии, хотя есть полиция и при этом активно действуют полувоенные организации. Нет своей валюты, в качестве денежной единицы используются израильский шекель и доллар США. В Палестине нет действующего международного аэропорта, поэтому для полётов в другие страны палестинские государственные лидеры используют аэропорт столицы Иордании Аммана.
Значительная часть территории Западного берега реки Иордан контролируется израильской армией, восточный Иерусалим (и город в целом) также находится под контролем Израиля. Израиль контролирует также границы палестинских территорий, в том числе и границу сектора Газа с Египтом с мая 2024 года. Палестинские территории, несмотря на существование частичного палестинского управления на них, рассматриваются ООН — включая сектор Газа — как оккупированные Израилем. Представители Организации освобождения Палестины называют Палестину «страной под израильской оккупацией».
Сектор Газа и Западный берег реки Иордан представляют собой два эксклава, разделённые территорией Израиля, первый контролируется сторонниками ХАМАС, признанного в ряде стран террористической организацией, а второй — сторонниками ФАТХ, организации, которая формирует основу ООП. После длительного конфликта и попыток урегулирования 2 июля 2014 года ХАМАС и ФАТХ при участии пяти министров-христиан сформировали правительство национального единства, которое было приведено к присяге президентом Аббасом. Это правительство просуществовало до начала 2019 года и ушло в отставку в связи с так и не урегулированными противоречиями между ФАТХ и ХАМАС, вследствие чего правительство не имело контроля над сектором Газа.
29 ноября 2012 года по итогам голосования в Генеральной Ассамблее ООН (138 голосов «за», 9 — «против», 41 страна воздержалась) «предоставила Палестине статус государства-наблюдателя при Организации Объединённых Наций, не являющегося её членом, без ущерба для приобретённых прав, привилегий и роли Организации Освобождения Палестины в Организации Объединённых Наций как представителя палестинского народа согласно соответствующим резолюциям и практике».
5 января 2013 года был издан указ председателя ПНА Махмуда Аббаса, предписывающий впредь вместо названия «Палестинская национальная администрация» использовать в официальных целях исключительно название «Государство Палестина». На июнь 2024 года ряд стран, в частности Израиль, США, и некоторые другие — это решение не признали[обновить данные].
В странах, признавших Государство Палестина, дипломатические представительства ООП действуют под вывеской посольств Государства Палестина.

## Этимология
Государство получило название по имени Сирии Палестинской, провинции Римской империи, ранее называвшейся Иудеей и переименованной римским императором Адрианом в 135 году н. э. с целью стереть память об Иудейском царстве после подавления восстания евреев против Рима под предводительством Шимона Бар-Кохбы. «Palaestina» (латинский вариант греческого названия Палестины) происходит от «Филистия» (ивр. ארץ פלשת‎, [Э́рец-Пеле́шет]) — названия заселённой в древности филистимлянами части средиземноморского побережья нынешнего Израиля. Филистимляне, участвовавшие в движении «народов моря», в самом начале XIII века до н. э. осели на плодородной прибрежной полосе Ханаана — Саронской низменности. Их этническая принадлежность и язык неизвестны, но, возможно, они были родственны древнейшему доиндоевропейскому населению Балкан и Малой Азии. Арабские завоеватели с 638 года называли страну «Фаластын» в качестве арабской формы названия «Палестина».
Во времена британского мандата название «Палестина» закрепилось за подмандатной территорией. В середине XX века название «палестинцы», образованное от слова «Палестина», стало относиться к арабам, проживавшим на данной территории («палестинский народ», «арабский народ Палестины»), хотя прежде оно определяло всех жителей региона и не носило этнической окраски.
В 1994 году, в результате Соглашений в Осло между Израилем и Организацией освобождения Палестины (ООП), была образована Палестинская национальная администрация (ПНА) в качестве руководства на территории, включающей Западный берег реки Иордан и сектор Газа. В настоящий момент ПНА частично (наряду с Израилем) контролирует только Западный берег реки Иордан, а сектор Газа фактически контролируется движением ХАМАС, которое, вероятно, планирует добиваться независимости сектора Газа от ПНА. ПНА стремится к международному признанию независимости Государства Палестина, в связи с чем СМИ часто используют название «Палестина» для обозначения Палестинской автономии и признанного некоторыми странами Государства Палестина. При этом, в документах, подписанных Израилем и Организацией освобождения Палестины по результатам «Соглашений в Осло», употребляется термин «Palestinian Authority» («Палестинская администрация»).

## История
При разделе Османской империи после Первой мировой войны победившие европейские государства разделили многие из её составляющих областей в политические единицы, согласно мандатам Лиги Наций, для своих собственных целей и, в намного меньшей степени, согласно соглашениям, которые были достигнуты с другими заинтересованными сторонами. На Ближнем Востоке Сирия (включая Османский автономный христианский Ливан и окружающие территории, которые стали Ливанской Республикой) перешла под французский контроль, в то время как Месопотамия и Палестина (включая Трансиорданию) были переданы Англии.
Большинство этих территорий достигло независимости в течение следующих трёх десятилетий без больших затруднений, хотя в небольшом количестве режимов колониальное наследство продолжалось предоставлением исключительных прав на продажу и добычу нефти, и сохранением вооружённых сил, чтобы защитить их. Однако случай Палестины оставался проблематичным.
После войны[какой?] возникли два новых движения, основанные на Европейском национализме: Арабский национализм, который основан на культурной общности всех арабских народов, и Панарабизм, который призывает к созданию объединённого государства для всех арабов.

## Борьба за создание арабского государства на территории исторической Палестины

### Период Британского мандата
По результатам Первой мировой войны на Конференции в Сан-Ремо (1920) было принято решение об установлении на территории Палестины, до войны входившей в состав распавшейся Османской империи, режима управления Великобритании по мандату Лиги Наций. Помимо территории современного Израиля, в состав Мандата входили территории современных Иордании, Иудеи и Самарии (Западного берега реки Иордан) и сектора Газа. Одной из целей мандата было «установление в стране политических, административных и экономических условий для безопасного образования еврейского национального дома».
В начале 1920-х гг. в рамках этого мандата Великобританией было создано зависимое от неё княжество Трансиордания, получившее около 3/4 от территории подмандатной Палестины. При этом из мандатного соглашения были исключены пункты, разрешавшие евреям селиться на территории княжества. 25 мая 1946 года оно получило независимость.
За 25 лет британского управления оставшейся частью Палестины её население резко возросло: с 750 тыс. человек по переписи 1922 года, до около 1 млн 850 тыс. человек по состоянию на конец 1946 года (увеличение почти в 2,5 раза). При этом численность еврейского населения возросла с 84 тыс. в 1922 году до 608 тыс. в 1946 году (увеличилось почти в 7,25 раза). Значительная часть этого прироста приходится на родившихся в Палестине, однако только легальная иммиграция дала прирост в 376 тыс. человек, а число нелегальных иммигрантов оценивается ещё в 65 тыс. человек, что в совокупности составляет 440 тыс. человек. Примерно 70—75 % еврейского населения проживало в таких городах, как Иерусалим, Яффа, Тель-Авив, Хайфа и в их пригородах. По окончании Второй мировой войны еврейское население Палестины составило 33 % по сравнению с 11 % в 1922 году.
Рост еврейского населения подмандатной Палестины сопровождался активным противодействием палестинских арабов, включающим террористические нападения и погромы, в результате мандатные власти ограничивали иммиграцию евреев в Палестину. Таким образом, Великобритания оказалась вовлечена в арабо-еврейский конфликт, и в 1947 году её правительство заявило о своём желании отказаться от мандата, аргументируя это тем, что оно не способно найти решение, приемлемое для арабов и евреев.

### План ООН 1947 года
Созданная незадолго до того Организация Объединённых Наций на Второй сессии своей Генеральной Ассамблеи 29 ноября 1947 года приняла Резолюцию № 181 о плане раздела Палестины на арабское и еврейское государства с предоставлением особого статуса району Иерусалима (включая Вифлеем) под управлением ООН. В отличие от руководства еврейского ишува, принявшего резолюцию, Верховный арабский комитет Палестины и Лига арабских государств (ЛАГ) в целом её отвергли.

### Арабо-израильская война 1947—1949 гг.

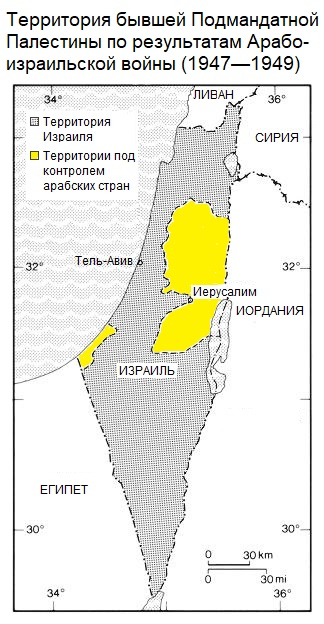
Территория бывшей Подмандатной Палестины по результатам Арабо-израильской войны (1947—1949)

Вслед за принятием 29 ноября 1947 года Генеральной Ассамблеей ООН Плана по разделу Палестины и началом сворачивания британских войск, начались военные действия между еврейскими и арабскими военизированными формированиями. После провозглашения 14 мая 1948 года, в день окончания Мандата, о создании Государства Израиль начался второй этап войны — утром 15 мая армии пяти стран ЛАГ вторглись в Израиль с целью уничтожения нового еврейского государства и, согласно декларации ЛАГ при вторжении, для защиты арабского населения и создания в Палестине «единого арабского государственного образования», «где все жители будут равны перед законом».
В результате этой войны арабское государство создано не было, Израиль увеличил территорию, планировавшуюся под создание еврейского государства, Иерусалим был разделён между Трансиорданией и Израилем, сектор Газа и весь Западный берег реки Иордан перешли под контроль соответственно Египта и Трансиордании. Война сопровождалась массовым (по разным оценкам — от 520 000 до более чем 900 000 человек) исходом палестинского арабского населения с территорий, попавших под контроль Израиля и исходом евреев из мусульманских стран. Исход палестинского населения в арабских источниках известен как Накба (араб. النكبة‎ [an-Nakbah] «потрясение, катастрофа, катаклизм»).
В сентябре 1948 года Лигой арабских государств в Газе было создано Всепалестинское правительство в изгнании. При этом в декабре того же года на Иерихонской конференции король Трансиордании Абдалла ибн Хусейн был провозглашён «королём арабской Палестины». На конференции, призвавшей объединить арабскую Палестину и Трансиорданию, Абдалла объявил о своём намерении аннексировать Западный берег реки Иордан. Несмотря на возражения других членов ЛАГ, в 1950 году Абдалла в одностороннем порядке аннексировал Западный берег реки Иордан, включая Восточный Иерусалим, после чего Трансиордания была переименована в Иорданию.
«Всепалестинское правительство» в Газе было распущено президентом Египта Гамалем Насером в 1959 году после объединения Египта и Сирии.
Противоречия между Иорданией, Египтом и другими членами ЛАГ привели к тому, что вопрос о создании арабского государства в Палестине практически был снят с повестки дня, а бо́льшая часть территории, выделенной ООН под его создание, была разделена между Иорданией и Египтом вплоть до их поражения в Шестидневной войне (1967), когда она перешла под контроль Израиля.

### Шестидневная война
6 июня 1967 года Армия обороны Израиля обходным манёвром через Хан-Юнис на Рафах атаковала части 7-й египетской пехотной дивизии, удерживающие сектор Газа, и, отрезав их от Египта, к 8 июня захватила в плен. 
 7 июня иорданские войска были отброшены Израилем за реку Иордан. 

### Последующие события
Созданная в 1964 году «Организация освобождения Палестины» (ООП) и её союзники не признавали создания государства Израиль и вели против него террористическую войну. Арабские страны, принявшие в августе 1967 года на арабском саммите в Хартуме решение, называемое «тремя „НЕТ“»: нет миру с Израилем, нет признанию Израиля и нет переговорам с ним, поддерживали ООП.
Программный документ ООП — Палестинская хартия, принятая в Каире в 1968 году, — предусматривала ликвидацию Израиля, устранение сионистского присутствия в Палестине, и рассматривала её как «неделимое региональное образование в границах Британского мандата».
Военно-политические организации, входившие в состав ООП, ответственны за убийство многих израильтян и граждан других государств, и были признаны рядом стран террористическими. Сама она также считалась таковой до 1988 года.
2 апреля 1989 года Палестинским национальным советом Ясир Арафат был избран президентом несуществующего государства Палестина.
Ситуация начала меняться в конце 1980-х — начале 1990-х гг. после заключения мирного договора между Израилем и Египтом и соответствующих переговоров между Израилем и Иорданией.
13 сентября 1993 года председатель ООП Ясир Арафат и премьер-министр Израиля Ицхак Рабин после длительных переговоров подписали в Вашингтоне «Декларацию принципов о временных мерах по самоуправлению» (так называемое «соглашение Осло-1»), по условиям которого ООП признала право Израиля на мир и безопасность и отказалась от терроризма и других видов насилия, а Израиль дал согласие на создание «Палестинской национальной администрации» (ПНА) на части территорий, находившихся под его контролем. Соглашение предусматривало переходный период, не превышающий 5 лет, в течение которого должна была быть достигнута договорённость об окончательном урегулировании конфликта. Отсчёт переходного периода начался с Каирской Декларации «Газа-Иерихон» от 4 мая 1994.
На 20-й сессии Палестинского центрального совета, проходившей в Тунисе 10—12 октября 1993, было дано поручение исполкому ООП сформировать Совет Палестинской национальной администрации на переходный период, а Я. Арафат был избран «председателем Совета ПНА».
4 мая 1994 года в официальном письме И. Рабину Я. Арафат обязался после прибытия на палестинские территории не использовать титул «Президент (араб.:раис) Палестины», а именовать себя «Председателем (араб.: раис) Палестинской администрации» или «Председателем ООП». В совместных российско-палестинских дипломатических документах последних лет также упоминается Палестинская национальная администрация, а не Государство Палестина.
28 сентября 1995 в Вашингтоне было заключено Временное соглашение между ООП и Израилем по Западному берегу р. Иордан и сектору Газа («Осло-2»), предусматривавшее, в частности, избрание Палестинского законодательного совета в составе 82 человек на пятилетний переходный период.
20 января 1996 на всеобщих выборах в Палестинской автономии Ясир Арафат был избран на должность председателя Палестинской национальной администрации. Во внутренних документах ПА эта должность звучала как «президент Палестины».
4 сентября 1999 в египетском городе Шарм-эш-Шейх Эхуд Барак и Ясир Арафат подписали Меморандум, предусматривавший достижение договорённости об окончательном статусе спорных территорий к сентябрю 2000.
После создания ПНА проект «Государство Палестина» был в некотором смысле «заморожен». Об этом свидетельствует и тот факт, что в августе 2000 Я. Арафат заявил о намерении вновь провозгласить независимость государства 13 сентября того же года (по истечении 7 лет со дня подписания Вашингтонской «Декларации принципов…»). Россия и США призвали ПНА не делать этого до урегулирования территориального спора с Израилем, и 9—10 сентября на сессии в Газе Палестинский центральный совет отложил решение вопроса о независимости до 15 ноября, а потом и вовсе на неопределённый срок — из-за провала переговоров в Кэмп-Дэвиде (2000) и последующих сентябрьских переговоров, на которых Я. Арафат отверг предложенные Э. Бараком значительные уступки, и начавшейся 29 сентября 2000 Интифады аль-Аксы.
Усиление террора против граждан Израиля в ходе интифады привело к внеочередным выборам премьер-министра Израиля, назначенным на 8 февраля 2001 года.
Тем не менее 28 января 2001 в ходе переговоров в Табе (Египет), состоявшихся уже в канун выборов, была достигнута предварительная палестино-израильская договорённость об окончательном урегулировании, включая проблему Иерусалима и беженцев, но в связи с тем, что 8 февраля 2001 на прямых выборах израильского премьер-министра Ариэль Шарон нанёс поражение действующему премьер-министру Эхуду Бараку, и продолжавшимися терактами против граждан Израиля переговоры были прерваны и в дальнейшем не возобновились.
В декабре 2001 года Правительство Израиля объявило администрацию ПНА, возглавляемую Я. Арафатом, «организацией, поддерживающей терроризм». Военные подразделения при возглавляемом Арафатом движении ФАТХ, включая «Подразделение 17» и «Танзим», были объявлены «террористическими организациями» и целями для военных акций.

Стена и блокпост между Израилем и Государством Палестина в районе Иерусалима и Вифлеема. Февраль 2018 года

Волна террора в 2001—2002 гг. привела к проведению операции «Защитная стена», в ходе которой была зачищена инфраструктура террора на территории ПНА на Западном берегу р. Иордан. Документы, захваченные в ходе операции, по данным МИД Израиля явно свидетельствовали о том, что «… Палестинская автономия во главе с Арафатом обеспечивала поддержку и была активным участником террора. Арафат и его близкое окружение прямо отвечают за хладнокровное убийство мирных жителей Израиля».
Дальнейшие попытки проведения переговоров, как правило, перемежались очередным усилением терактов против израильтян. В результате в 2005 году А. Шарон принял решение об отказе от двухсторонних переговоров и об одностороннем выводе израильских войск и ликвидации поселений в секторе Газа. Принятие решения Кнессетом и его реализация привели к практическому расколу в правящей партии Ликуд и протестом значительной части израильского общества, считавшего, что оно приведёт к усилению террора.
В конечном счёте уход из Газы в значительной мере привёл к росту популярности движения ХАМАС: когда в феврале 2006 года в ПНА прошли выборы в Палестинский законодательный совет, оно получило 73 из 133 мест. Через месяц правительство, сформированное ХАМАСом во главе с Исмаилом Ханией было приведено к присяге. В том же месяце по приглашению Президента Владимира Путина делегация ХАМАС во главе с Халедом Машалем посетила Москву, что многими было расценено как шаг по пути признания организации, признанной в ряде других стран террористической. Один из министров правительства Эхуда Ольмерта назвал приглашение Россией делегации ХАМАС «ударом ножом в спину Израиля». «Кроме того, израильтяне обнародовали данные о связях ХАМАСа и чеченских боевиков».
Поскольку программа ХАМАСа предполагает уничтожение государства Израиль и его замену на исламскую теократию, то его руководство, придя к власти, отказалось признать ранее заключённые ПНА соглашения с Израилем и разоружить своих боевиков. В результате ряд государств, ранее финансировавших автономию, начал экономический бойкот ПНА.
Успехи ХАМАСа привели, с одной стороны, к конфликту с ФАТХ, уже успевшему сформировать легальные силовые структуры, пользующиеся поддержкой США и Европы, а с другой стороны — к обострению конфронтации с Израилем. Похищение израильского солдата Гилада Шалита в июле 2006 года спровоцировало операцию «Летние Дожди», а непрекращающиеся обстрелы Израиля из сектора Газа привели к экономической блокаде последнего (2007).
20 октября 2006 в секторе Газа было совершено покушение на премьер-министра Палестинской автономии Исмаила Ханию (ХАМАС) со стороны активистов ФАТХа. Кортеж был обстрелян боевиками из стрелкового оружия.
В феврале 2007 года между руководителями ФАТХ и ХАМАС было достигнуто соглашение и создано коалиционное правительство. Международное сообщество в очередной раз потребовало, чтобы новое правительство ПНА признало Израиль, разоружило боевиков и прекратило насилие. Трёхсторонние переговоры между США, ПНА и Израилем закончились безрезультатно.
В мае — июне 2007 года ХАМАС попытался отстранить от власти не подчиняющихся министру внутренних дел бывших полицейских — сторонников ФАТХа, которые сначала отказывались подчиняться правительству ФАТХа — ХАМАСа, а потом отказались увольняться с государственной службы. В ответ 14 июня председатель ПНА и лидер ФАТХ Махмуд Аббас объявил о роспуске правительства, ввёл на территории автономии режим чрезвычайного положения и взял всю полноту власти в свои руки. В результате вспыхнувшей кровопролитной гражданской войны за власть ХАМАС сохранил свои позиции лишь в секторе Газа, тогда как на Западном берегу р. Иордан власть сохранили сторонники М. Аббаса. Махмуд Аббас создал на Западном берегу новое правительство и назвал боевиков ХАМАС «террористами». Тем самым ПНА раскололась на два враждебных образования: ХАМАС (сектор Газа) и ФАТХ (Западный берег р. Иордан).
23 ноября 2008 «Центральный совет ООП» — неконституционный и недемократический орган — переизбрал М. Аббаса председателем ПНА (президентом Государства Палестина) на новый срок.
В 2007—2008 гг. правительство Израиля, уже под руководством Эхуда Ольмерта, в ходе активных переговоров с администрацией М. Аббаса, вновь предложило ПНА значительные уступки, «фактически предусматривающие отступление Израиля к границам 1967 года», в том числе «протяжённую границу с Иорданией по реке Иордан и выход к Мёртвому морю» и обмен территориями. Как стало известно в 2009—2011 гг., по плану определения общих границ, ПНА «должно было отойти 93 процента территории Западного берега реки Иордан и часть израильской земли, примыкающей к сектору Газа. Кроме того, палестинцам предлагалось разрешить беспрепятственно перемещаться между сектором Газа и Западным берегом р. Иордан. Взамен Израиль требовал полной демилитаризации Палестинской автономии». Руководство ПНА эти предложения не приняло, а ХАМАС ответил усилением ракетных обстрелов территории Израиля, приведших к проведению операции «Литой свинец».
Обострение ситуации в сфере безопасности оказало существенное влияние на результат выборов в Кнессет 2009 года, в результате которых новым премьер-министром Израиля стал Биньямин Нетаньяху.
Несмотря на то, что в своей речи в университете Бар Илан 14 июня 2009 года Б. Нетаньяху «вновь подтвердил приверженность Израиля решению конфликта на базе двух государств», а 25 ноября 2009 года правительство Израиля объявило односторонний мораторий на строительство на территориях сроком на 10 месяцев, руководство ПНА практически отказалось от продолжения прямых переговоров между сторонами, сделав ставку на односторонние шаги с целью достичь признания Государства Палестина (или повышения статуса ПНА — см. раздел «Международное признание») без каких-либо уступок со своей стороны.
МИД Израиля также отмечает, что вместо борьбы с террором руководство ПНА прославляет террористов и ведёт антиизраильскую пропаганду на международной арене.
При этом согласно опросу, проведённому в 2011 году Палестинским институтом общественного мнения, число жителей Западного берега р. Иордан, считающих, что «ведение переговоров предпочтительнее одностороннего обращения в ООН», составляло 60 % против 35 %, придерживавшихся противоположного мнения.
Руководство Израиля и ряд других источников считают такое решение руководства ПНА прямым нарушением «Соглашений Осло», в результате которых была создана сама ПНА и согласно которым вопрос о независимости нового государства «должен решаться исключительно на мирных переговорах между официальными представителями двух народов», и объясняют его стремлением М. Аббаса улучшить шаткое положение на внутриполитической арене, где ФАТХ значительно проигрывает ХАМАСу.
Местные выборы прошли в 1972, 1976, 2004, 2012, 2017, 2021 (кроме сектора Газа).

## Международно-правовое признание

Признание независимости Государства Палестина:
государства, признающие его независимость и имеющие с ним дипломатические отношения
не признают его независимость

Государство Палестина официально признано 147 государствами — членами ООН и входит в состав Лиги Арабских Государств, но не имеет статуса полноправного члена ООН, поскольку не признано тремя государствами — постоянными членами Совета Безопасности ООН (США, Великобританией и Францией), а также большинством стран Евросоюза, Японией и некоторыми другими.
15 декабря 1988 года Генеральная Ассамблея ООН в своих резолюциях 43/176 и 43/177, «учитывая продолжающуюся с 9 декабря 1988 года» палестинскую интифаду и подтвердив резолюцию 181 (II) от 1947 года о разделе Палестины на два государства и резолюцию Совбеза ООН 242 1967 года, приняла к сведению заявление Исполкома ООП от 13 декабря 1988 года о провозглашении Государства Палестина Национальным Советом Палестины и постановила впредь именовать делегацию ООП, имеющую в ООН статус наблюдателя, делегацией «Палестины» «без ущерба для статуса наблюдателя и функций ООП в системе ООН».
Для полноправного членства в ООН как государства Палестина должна пройти процедуру одобрения своего международно-правового признания — набрать 129 голосов (от 193 государств — членов ООН), а решение Генассамблеи принимается по рекомендации Совета Безопасности ООН.
Данная процедура предусматривает принятие Советом безопасности специальной декларации, после чего та передаётся на рассмотрение Генеральной Ассамблеи, где принимается или отклоняется простым большинством голосов.
В марте 2002 года Совбез ООН, ссылаясь на свои предыдущие резолюции, в частности на резолюции 242 1967 года и 338 1973 года, подтвердил новой резолюцией 1397 (2002), что ООН стремится к созданию в регионе Палестины двух государств, Израиль и Палестина, которые бы жили бок о бок в пределах безопасных и признанных границ. Проект данной резолюции был представлен делегацией США, а постоянный представитель Израиля при ООН Иегуда Ланкри выразил удовлетворение в связи с принятием Советом данной резолюции, особо отметив, что «резолюция жёстко отвергает терроризм и оговаривает необходимость скорейшего установления обеими сторонами режима прекращения огня».
Начиная с Летних Олимпийских игр 1996 года Международный олимпийский комитет признал обособленный Палестинский олимпийский комитет, представляющий Палестинскую национальную администрацию (ПНА) в международном олимпийском движении.
С 1998 года международная футбольная федерация (ФИФА) признала Палестинскую национальную футбольную команду. 26 октября 2008 года Палестина сыграла свой первый матч у себя дома со счётом 1:1 против Иордании на Западном берегу реки Иордан.
В сентябре 2010 года, выступая на саммите ООН, президент США Б. Обама заявил, если удастся разрешить арабо-израильский конфликт, «независимое палестинское государство войдёт в состав ООН».
В связи с предполагаемым намерением руководства ПНА обратиться в сентябре 2011 года к ООН с просьбой об одностороннем признании Государства Палестина десятки израильских юристов призвали Генерального секретаря ООН отклонить её, поскольку такое «признание полностью идёт вразрез как с соглашениями, подписанными до сегодняшнего дня между ООП и Израилем, а также представителями ООН, США, ЕС, России, Норвегии, Иордании и Египта, так и с резолюциями 242 (1967) и 338 (1973), принятыми Советом Безопасности ООН».
23 сентября 2011 г. лидер ПНА Махмуд Аббас передал генсекретарю ООН Пан Ги Муну официальную заявку на вступление Государства Палестина в ООН в качестве полноправного члена. Совет Безопасности ООН такое решение не поддержал, и в сентябре 2012 г. руководство ПНА обратилось к Генеральной Ассамблее ООН с просьбой о признании ПНА «государством-наблюдателем».
31 октября 2011 г. Государство Палестина была принята в ЮНЕСКО.
15 декабря 2011 г. независимость Государства Палестина признала Исландия, став фактически первой страной 3ападной Европы, сделавшей такой политический шаг.
29 ноября 2012 г. по итогам голосования в Генеральной Ассамблее ООН (138 голосов «за», 9 — «против», 41 страна воздержалась) «предоставила Палестине статус государства-наблюдателя при Организации Объединённых Наций, не являющегося её членом, без ущерба для приобретённых прав, привилегий и роли Организации освобождения Палестина в Организации Объединённых Наций как представителя палестинского народа согласно соответствующим резолюциям и практике».
Руководители ведущих политических партий Израиля осудили содержание речи М. Аббаса на ГА ООН, назвав её
- «возмутительной и искажающей историю» (лидер оппозиции Шели Яхимович),
- «выступление, полное клеветы, лишь подтверждает тот факт, что пока Абу Мазен стоит во главе палестинцев, он не принесёт своему народу никакого прогресса, а будет использовать его для удовлетворения личных интересов. Абу Мазен навлечёт на палестинцев только лишние страдания, отдалив возможность мирного урегулирования» (Министр иностранных дел Авигдор Либерман).

Канцелярия премьер-министра Израиля заявила, что «речь идёт о бессмысленном шаге, который не повлечёт за собой никаких изменений».
Ранее премьер-министр Израиля Б. Нетаньяху заявил, что
Палестинское государство не будет создано без признания палестинцами права Израиля на существование как еврейского государства, оно не будет создано без получения Израилем гарантий завершения конфликта, и оно не будет создано без обеспечения полной безопасности нашей страны.
Ряд экспертов также считает, что данное решение ГА ООН не будет способствовать реальному превращению ПНА в государство. Об этом же ранее предупреждали руководство ПНА привлечённые ею же эксперты в своём докладе, подготовленном в ходе подготовки к подаче ПНА просьбы о предоставлении ей статуса государства — полноценного члена ООН в сентябре 2011 года: «одностороннее провозглашение независимости через обращение в ООН в сентябре скорее навредит палестинцам», и другие специалисты.
Несмотря на широкое международное признание, безвизовый въезд на свою территорию обладателям палестинского паспорта предоставили лишь 36 стран. Для сравнения: жители США, Германии, Люксембурга и Дании, не имея визы, могут посетить 172 государства. Граждане с паспортами Бельгии, Италии и Нидерландов могут въехать в 171 страну. Израильтяне могут посетить 144 страны.

## Границы и население

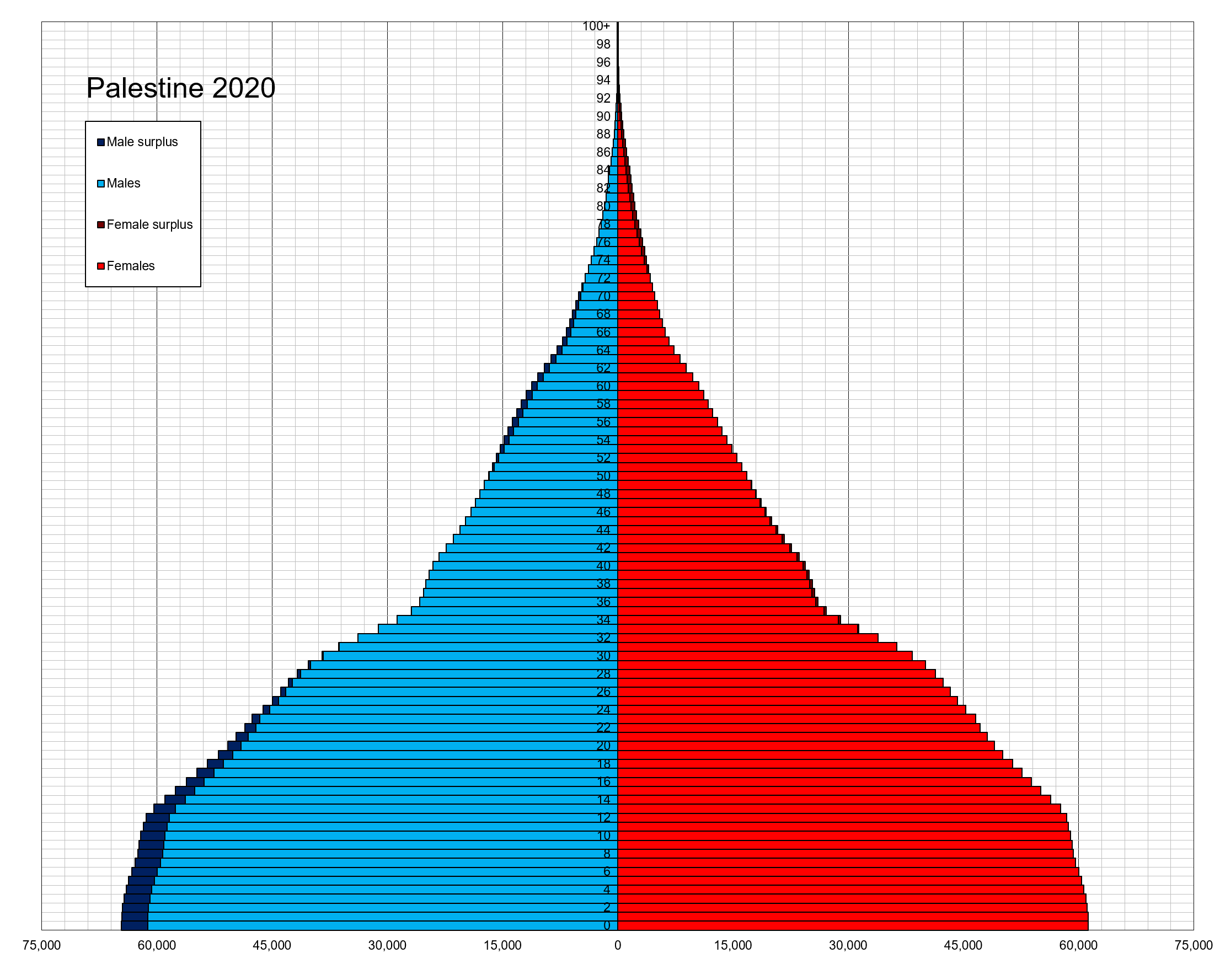
Возрастно-половая пирамида населения Палестины на 2020 год

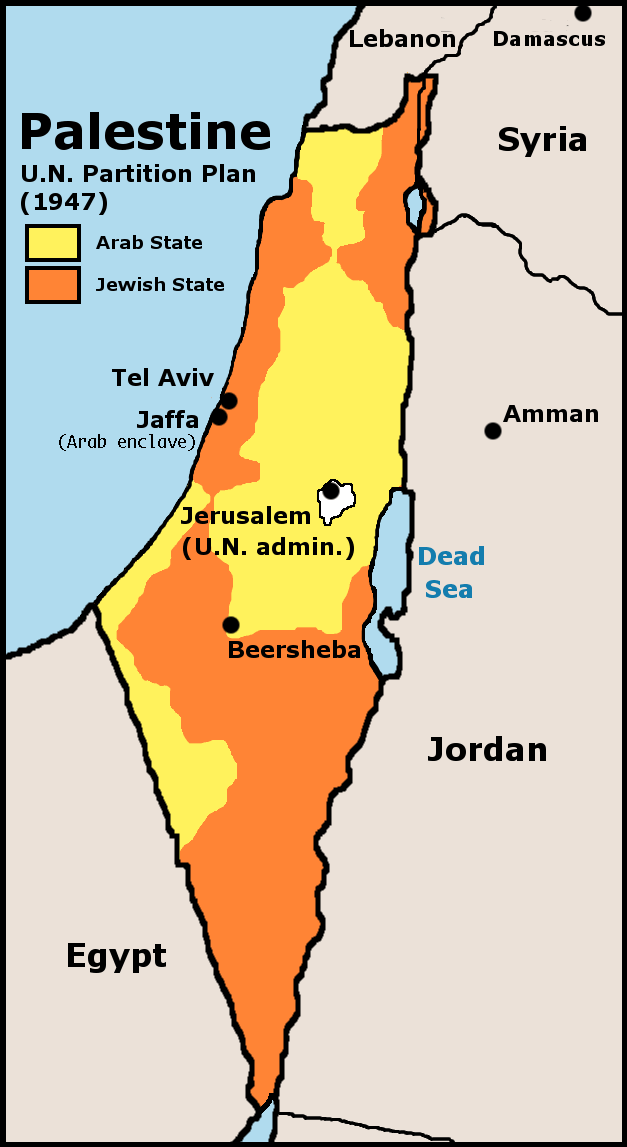
План ООН по разделу Палестины 1947 года

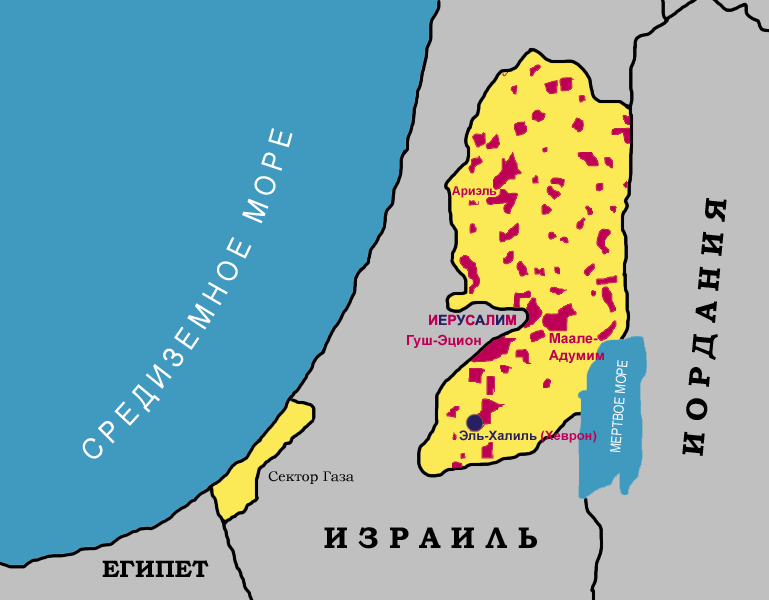
Еврейские поселения в Палестине (2006)

Согласно резолюции 181 Генеральной ассамблеи ООН от 29 ноября 1947 года о разделе британской мандатной территории Палестины, на её территории должны были быть созданы два независимых государства — еврейское и арабское, а также Большой Иерусалим — территория, подконтрольная ООН. Каждое из государств должно было состоять из трёх территорий, граничащих друг с другом лишь углами.
Арабы отказались принять план ООН и не признали факт самопровозглашения еврейского государства. 15 мая 1948 года армии шести арабских стран: Ливана, Сирии, Саудовской Аравии, Трансиордании, Ирака и Египта вторглись на территорию, отведённую ООН будущему еврейскому государству, с севера, востока и юга. В результате арабо-израильской войны 1948 года около половины территорий, выделенных под арабское государство, а также западный Иерусалим, оказались под контролем государства Израиль. Остальные территории мандата, включая и Восточный Иерусалим, оказались под контролем Иордании и Египта и оставались под их управлением до Шестидневной войны, в результате которой они перешли под контроль Израиля.
До начала 1970-х годов арабские государства не признавали права Государства Израиль на существование и поддерживали претензии палестинских арабов на всю территорию Израиля. В конце 1980-х годов «Организация освобождения Палестины» (ООП) признала де-факто арабо-израильские границы по состоянию на 4 июня 1967 года. Это признание сделало возможным заключение в 1993 году в Осло (Норвегия) Соглашений между Израилем и ООП и создание Палестинской национальной администрации (ПНА).
Тем не менее победившее на парламентских выборах в ПНА в январе 2006 года движение «ХАМАС», в ряде стран признанное террористическим, до сих пор отвергает право Израиля на существование.
В частности, временный поверенный в делах Государства Палестина в России Фаед Мустафа утверждает:
Это касается статуса Иерусалима, где позиция Палестины совпадает с точкой зрения международного сообщества: Восточный Иерусалим становится столицей Палестины, Западный — столицей Израиля. Это касается возвращения беженцев. Есть соответствующая резолюция Генассамблеи ООН 194 от декабря 1947 года, мы согласны с ней. Израилю остаётся только выполнить её — и вопрос будет решён. Если говорить коротко, то всё зависит от воли Израиля: если Израиль прекратит оккупацию, разрешит эту главную проблему — думаю, все вопросы сразу решатся.
В июне 2009 года президент России Дмитрий Медведев, выступая на встрече с постоянными представителями стран — членов Лиги арабских государств в Каире, заявил: «Непременным результатом такого урегулирования должно стать создание независимого, суверенного и жизнеспособного палестинского государства со столицей в Восточном Иерусалиме, сосуществующего в мире и безопасности со всеми странами региона, разумеется, и с Израилем».
При этом руководители ПНА неоднократно заявляли о том, что их целью является создание государства, «свободного от евреев», что вызывает неприятие и соответствующие исторические параллели с политикой нацистской Германии как в Израиле, так и за его пределами.

### Комментарии
1. ↑  ХАМАС признан террористической организацией Европейским союзом, Организацией американских государств и властями Аргентины, Австралии, Великобритании, Израиля, Канады, Новой Зеландии, Парагвая, США и Японии. Его деятельность также запрещена в Иордании и Египте.